# Авантюристи (фільм, 2014)
«Авантюристи» (рос. Авантюристы) — російський пригодницький фільм 2014 року, режисером якого є Костянтин Буслов.
Сюжет стрічки має певні спільні риси з фільмом 1967 року «Шукачі пригод» (фр. Les Aventuriers).

## Сюжет
Катя та Андрій прибувають на Мальту напередодні свого весілля і випадково зустрічають Макса в дайвінг-центрі. Макс, аквалангіст та колишній наречений Каті, пропонує їм усім разом зайнятися підводним плаванням. Під час одного з занурень Катя виявляє фрагмент рятувального жилета, що належав німецькому підводному човну часів Другої світової війни. Провівши розслідування, герої дізнаються, що в 1942 році члени СС викрали давньоєгипетські реліквії з Мальтійського ордену госпітальєрів, які мали бути доставлені до Німеччини, але скарби не дісталися до місця призначення. Вони вирішують, що затонулий підводний човен, ймовірно, знаходиться поблизу мальтійських пляжів. Катя, Андрій та Макс вирушають у пошуки скарбів, що призводить до виникнення любовного трикутника.

## У ролях
| Актор                | Роль   |
| -------------------- | ------ |
| Костянтин Хабенський | Макс   |
| Світлана Ходченкова  | Катя   |
| Денис Шведов         | Андрій |

## Виробництво
Зйомки фільму відбувалися на Мальті. Світлана Ходченкова перед зйомками пройшла курси дайвінгу, тоді як Костянтин Хабенський мав досвід підводного плавання.
Під час однієї зі сцен газовий балон Хабенського не був заповнений повітрям, що призвело до небезпечної ситуації, в якій актор ледь не втопився.